# Hanshin Tigers
Hanshin Tigers (阪神タイガース?) es un equipo de béisbol japonés con sede en Nishinomiya que compite en la Liga Central, perteneciente a la Liga Japonesa de Béisbol Profesional (NPB). La entidad fue fundada en 1935 y es propiedad de la empresa de transporte ferroviario Hanshin Electric Railway. Disputa sus partidos como local en el Estadio Koshien.
La franquicia tiene como área de influencia a la región metropolitana de Keihanshin —Osaka, Kioto y Kōbe—, y se trata de uno de los clubes con más seguidores del béisbol japonés. A pesar de su larga historia, tan solo ha ganado las Series de Japón en dos ocasiones: 1985 y 2023. Asimismo, mantienen una rivalidad con Yomiuri Giants, el equipo más laureado del país.

## Historia
El equipo fue fundado el 10 de diciembre de 1935 en Osaka para competir en la nueva Liga Japonesa de Béisbol, cuya primera temporada se celebró en 1936. En sus primeros años la franquicia se llamó Osaka Tigers, se estableció como local en el Estadio Koshien de Nishinomiya, y mantuvo una fuerte rivalidad con el Tokyo Kyojin —actual Yomiuri Giants— por la supremacía del béisbol japonés. A partir de 1950, con la creación de la actual Liga Profesional (NPB), los Tigers quedaron encuadrados en la Liga Central bajo el control de Hanshin Electric Railway, la empresa de ferrocarriles de Osaka y Kōbe. La primera estrella del equipo fue el bateador Fumio Fujimura, quien años después se convirtió en su entrenador.
En 1961 el equipo pasó a llamarse Hanshin Tigers. Con un plantel en el que destacaron jugadores importantes para el béisbol japonés, como el lanzador Minoru Murayama y el campocorto Yoshio Yoshida, los Tigers se proclamaron campeones de la Liga Central en 1962 y 1964. No obstante, el equipo se vio eclipsado por la supremacía de los Yomiuri Giants a lo largo de la década de 1970.

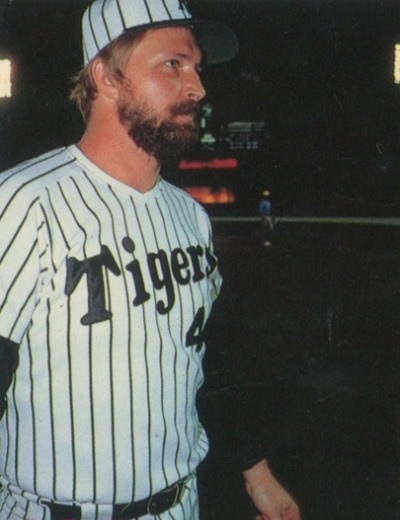
Randy Bass lideró a los Tigers en la conquista de la Serie de Japón de 1985.

En los años 1980, los resultados de Hanshin Tigers mejoraron gracias a la llegada del estadounidense Randy Bass, que revolucionó el béisbol japonés con un promedio de bateo de .389 en su primera temporada y más de 200 home runs hasta su retirada en 1988. Bajo su liderazgo, Hanshin Tigers se proclamó campeón de la Liga Central en la temporada 1985 y luego derrotó a Seibu Lions en seis juegos para conquistar la primera Serie de Japón de su historia.
A pesar de que Hanshin Tigers consolidó una sólida base de aficionados en la prefectura de Hyogo, sus resultados empeoraron en la década de 1990 con varios récords negativos. En 2003, con la llegada al banquillo de Senichi Hoshino y bajo el liderazgo del interior Makoto Imaoka, la franquicia se proclamó campeona de la Liga Central pero perdió la Serie de Japón contra Fukuoka SoftBank Hawks. Del mismo modo, en la edición de 2005 volvió a conquistar la Liga Central y cayó en la final ante Chiba Lotte Marines. Hanshin Tigers ha mejorado su desempeño y desde la temporada 2007, con la introducción de la eliminación directa, compite por llegar a las fases finales de la NPB.
En la temporada 2023, Hanshin Tigers venció la Liga Central y se proclamó campeón de las Series de Japón tras derrotar a Orix Buffaloes en el séptimo partido, bajo la dirección de Akinobu Okada —quien ya la había ganado en 1985 como jugador— y con una actuación destacada del jardinero Kōji Chikamoto. De este modo, la franquicia puso fin a una racha negativa de 38 temporadas sin haber conquistado el título nacional.

## Infraestructura

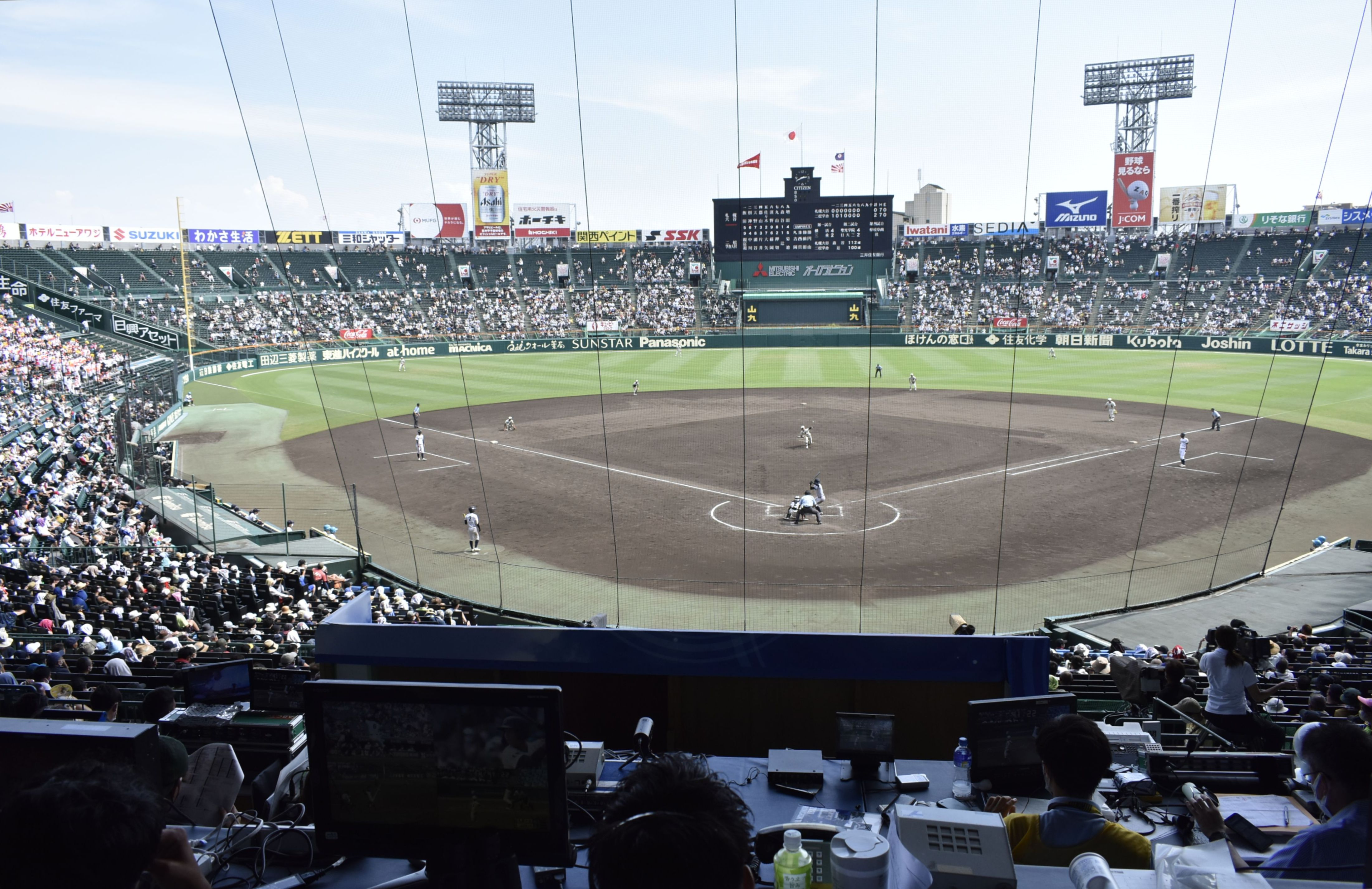
Interior del Estadio Koshien.

Hanshin Tigers disputa sus partidos como local en el Estadio Koshien, con aforo para 46.000 espectadores. Está ubicado en Nishinomiya, en la prefectura de Hyōgo. Fue inaugurado el 1 de agosto de 1924 y desde entonces se ha convertido en un símbolo del deporte japonés: además de partidos profesionales, alberga las finales del Campeonato Nacional Juvenil de Béisbol.
El campo de béisbol destaca por haber mantenido el diamante de tierra, y también por su fachada con una enredadera que está inspirada en el estadio Wrigley Field de Chicago. Es tradición que todos los jugadores hagan una reverencia antes de entrar y de salir de la cancha. En el exterior hay una placa que conmemora la visita en 1934 de la leyenda Babe Ruth. La instalación se vio afectada por el Gran Terremoto de Hanshin en 1995, con grietas en la estructura que requirieron una importante remodelación completada en 2010.
Durante el desarrollo del Campeonato Nacional Juvenil en agosto, Hanshin Tigers no puede utilizar el Estadio Koshien y debe jugar como local en otros campos, habitualmente el Kyocera Dome de Osaka. 

## Dimensión sociocultural

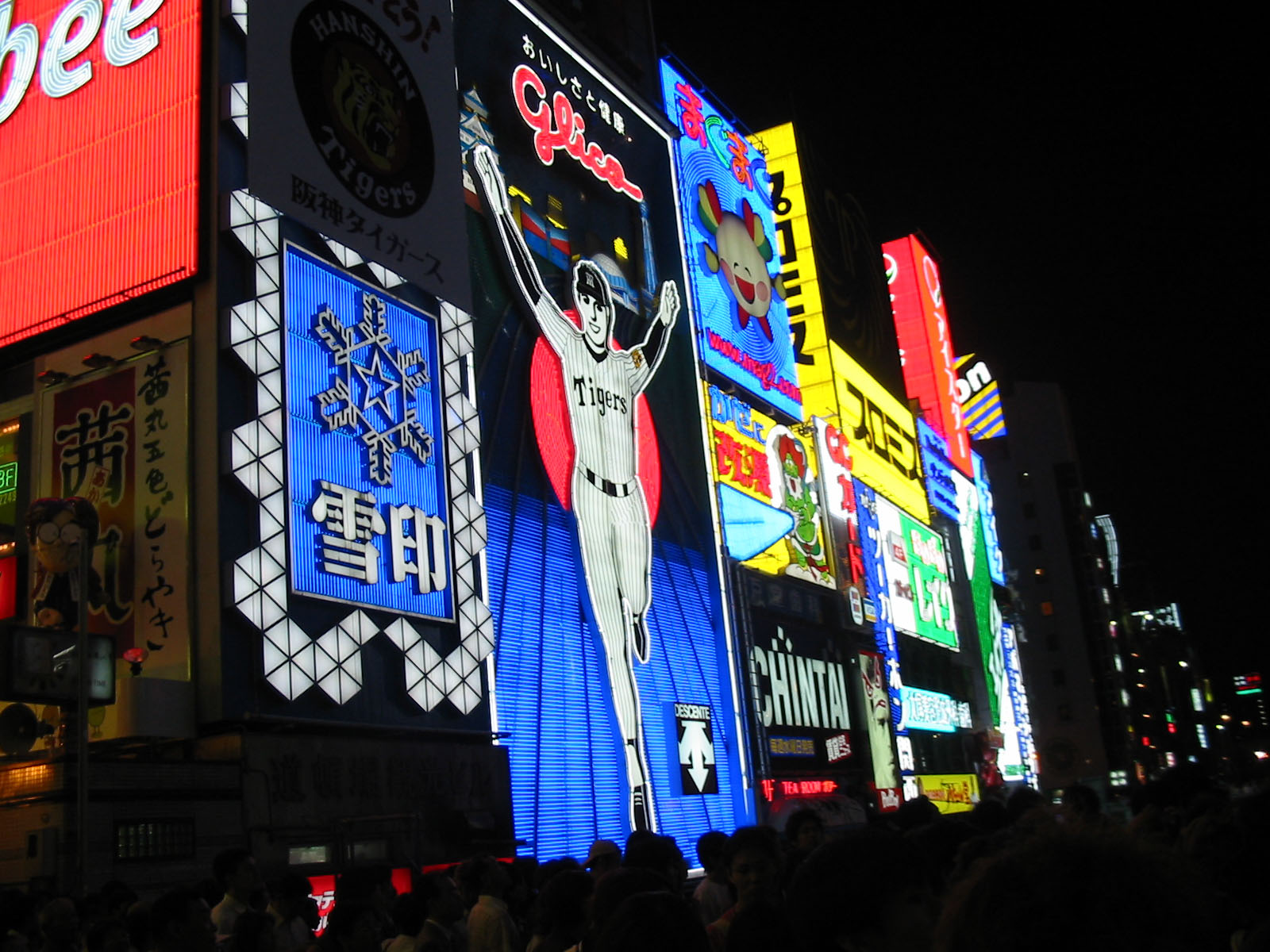
El cartel de Glico en Dōtonbori, decorado en honor a Hanshin Tigers.

Aunque su área de influencia es la región metropolitana de Keihanshin —Osaka, Kōbe y Kioto—, Hanshin Tigers es una de las franquicias con más seguidores en todo Japón. Su afición suele llenar el Estadio Koshien como local y desplaza bastante gente cuando juega a domicilio. En Japón existe una intensa rivalidad entre Hanshin Tigers y Yomiuri Giants, el equipo representativo de Tokio y su principal rival en la Liga Central. También rivaliza con Orix Buffaloes, un equipo de Osaka que juega en la Liga del Pacífico.

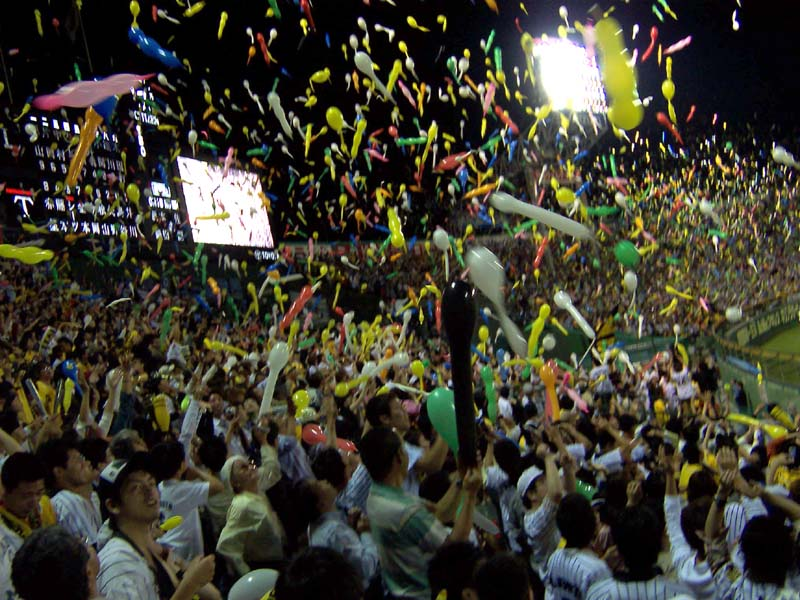
La afición de Hanshin Tigers lanza globos al comienzo de la séptima entrada.

Entre las tradiciones de la hinchada de Hanshin Tigers destacan los cánticos personalizados para animar al equipo, entre ellos el himno Hanshin Tigers no Uta (阪神タイガースの歌), acompañado por el lanzamiento de globos de colores al comienzo de la séptima entrada. Algunos de sus seguidores más célebres son el actor Ken Watanabe y la mangaka Rumiko Takahashi.
En general, Hanshin Tigers es un equipo con buena aceptación entre el aficionado japonés por su historia y por el hecho de que apenas haya ganado títulos, algo en parte explicado por el predominio de Yomiuri Giants en la Liga Central. Todo ello le ha llevado a ser comparado con dos clubes estadounidenses que han corrido la misma suerte: Boston Red Sox y Chicago Cubs.

### Mascota
La mascota de Hanshin Tigers se llama To-Lucky y es un tigre ataviado con la equipación oficial. El nombre es un juego de palabras entre Tora (トラ?), la palabra japonesa de «tigre», y el término inglés lucky, que significa «afortunado». Su primera aparición data de 1985, coincidiendo con la primera Serie de Japón conquistada.

### Maldición del Coronel

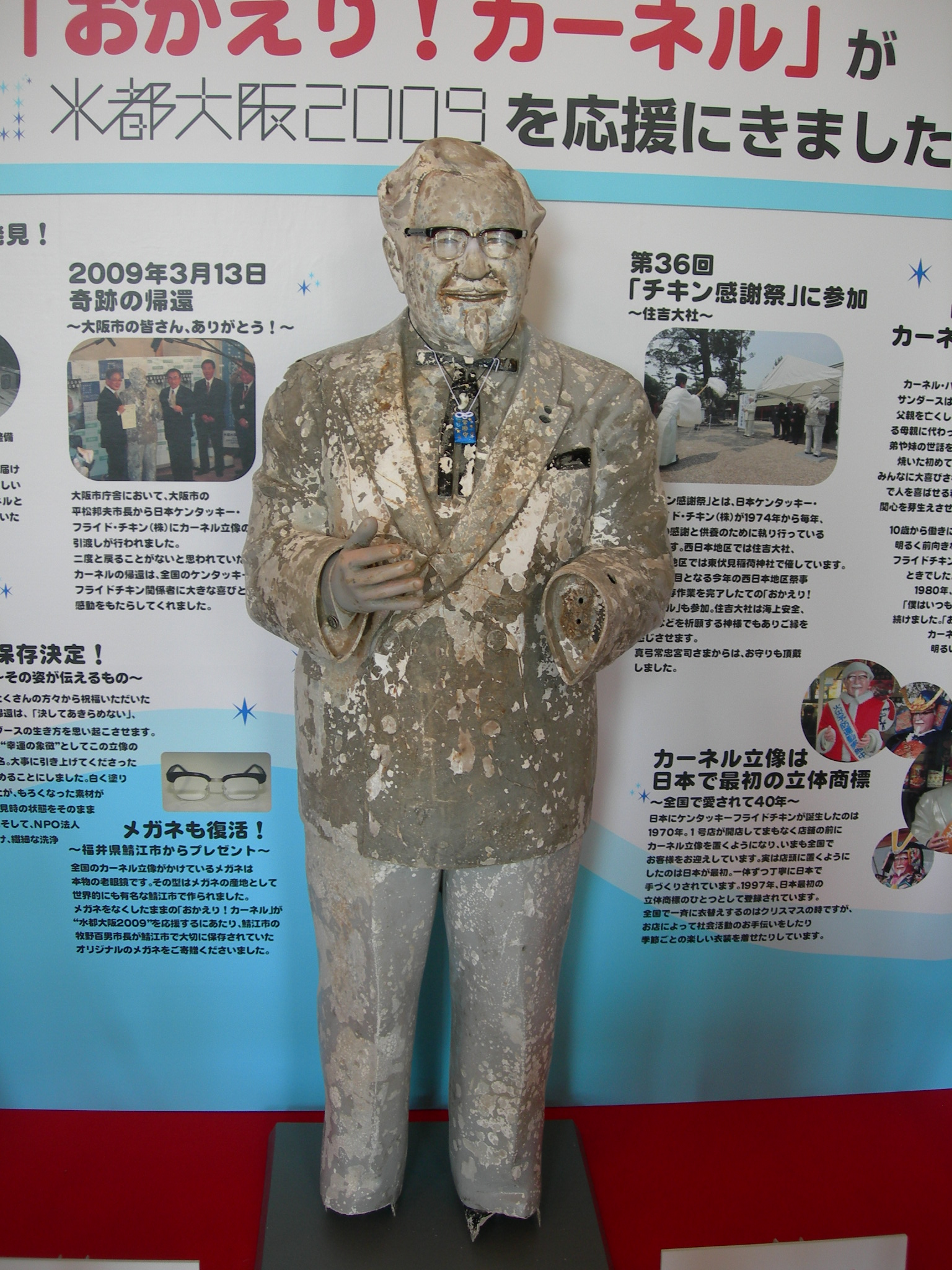
La figura del Coronel Sanders, rescatada de Dōtonbori, en una exposición municipal de 2009.

En el béisbol japonés, se conoce como «Maldición del Coronel» a la sequía de campeonatos de Hanshin Tigers desde 1985 hasta 2023, una racha negativa de 38 temporadas.
Esta leyenda urbana está ligada a los festejos de la primera Serie de Japón de 1985, en la céntrica calle Dōtonbori de Osaka, donde suele ocurrir que algunos aficionados se zambullan en el canal pese a estar prohibido. Un grupo de hinchas robó una figura de tamaño real del Coronel Sanders, la mascota de los restaurantes KFC, por su supuesto parecido físico con la estrella Randy Bass, y la arrojaron desde el puente al agua a modo de homenaje. La figura quedó sumergida sin que pudiera recuperarse, y todo ello coincidió con el inicio de la mala racha de Hanshin.
En marzo de 2009, las autoridades de Osaka recuperaron la figura del Coronel durante unas labores de limpieza del canal.
Hanshin Tigers tardó 18 temporadas en ganar la Liga Central y 38 en conquistar su segunda Serie de Japón, en noviembre de 2023.

## Palmarés
| Competición        | Títulos                             | Subcampeonatos |
| ------------------ | ----------------------------------- | --- |
| Serie de Japón (2) | 1985, 2023.                         | 1962, 1964, 2003, 2005. |
| Liga Central (6)   | 1962, 1964, 1985, 2003, 2005, 2023. | 1952, 1953, 1956, 1957, 1958, 1959, 1968, 1969, 1970, 1972, 1973, 1976, 1992, 2006, 2008, 2010, 2013, 2014, 2017, 2020, 2021 |

## Reconocimientos

### Números retirados
- 10  Fumio Fujimura
- 11  Minoru Murayama
- 23  Yoshio Yoshida

### Jugadores históricos
| - Tadashi Wakabayashi (1936-1949) - Masaru Kageura (1936-1943) - Kenjiro Matsuki (1936-1941) - Fumio Fujimura (1936-1953) - Shosei Go (1944-1949) - Juzo Sanada (1952-1956) - Masaaki Koyama (1953-1963) - Yoshio Yoshida (1953-1969) - Minoru Murayama (1959-1972) - Gene Bacque (1962-1968) - Kōichi Tabuchi (1969-1978) |  | - Masayuki Kakefu (1974-1988) - Randy Bass (1983-1988) - Keiichi Yabu (1994-2004) - Kei Igawa (1998-2006) - Tsuyoshi Shinjo (1991-2000) - Kyuji Fujikawa (1999-2012; 2016-2020) - Jeff Williams (2003-2009) - Matt Murton (2010-2015) - Tomoaki Kanemoto (2003-2012) - Shintaro Fujinami (2013-2022) - Kōji Chikamoto (Desde 2019) |